# جائزة أركنساس للترجمة العربية
جائزة أركنساس للترجمة العربية (بالإنجليزية: Arkansas Arabic Translation Award)‏، أو ـ كما هو اسمها الرسمي الكامل ـ جائزة دار نشر جامعة أركنساس للأدب العربي المترجم (بالإنجليزية: University of Arkansas Press Award for Arabic Literature in Translation)‏ هي جائزة تُمنح للترجمة الإنجليزية المميزة لعمل أدبي يشغل كتابًا كاملًا كُتب في الأصل باللغة العربية. يُدير الجائزة مركز الملك فهد لدراسات الشرق الأوسط بجامعة أركنساس. وقد تولت دار نشر جامعة سيراكيوز منذ سنة 2008 نشر الكتاب الفائز كجزء من سلسلتها المتعلقة بأدب الشرق الأوسط، وكان نشر الكتاب الفائز قبل سنة 2008 هو مهمة دار نشر جامعة أركنساس.
تبلغ قيمة الجائزة خمسة آلاف دولار للمترجم ومثلها للمؤلف الأصلي، ويمكن أن تُرشح للجائزة الأعمال الأدبية الخيالية (القصصية والروائية) كما يمكن أن تُرشح لها الأعمال غير الخيالية.
تُعد جائزتا أركنساس وبانيبال أهم جائزتين في مجال ترجمة الأدب العربي إلى الإنجليزية.

## قائمة الفائزين
| السنة | العمل الفائز (إنجليزية/عربية)                                                             | العمل الفائز (إنجليزية/عربية)         | المؤلف                    | المترجم                     |
| ----- | ----------------------------------------------------------------------------------------- | ------------------------------------- | ------------------------- | --------------------------- |
| 1994  | Points of the Compass                                                                     |                                       | سحر توفيق                 | مارلين بوث                  |
|       | Beirut ’75                                                                                | بيروت 75                              | غادة السمان               | نانسي روبرتس                |
|       | Kingdom of Strangers                                                                      | مملكة الغرباء (نُشرت 1993)             | إلياس خوري                | بولا حيدر                   |
|       | The First Well: A Bethlehem Boyhood                                                       | البئر الأولى (نُشرت 1987)              | جبرا إبراهيم جبرا         | عيسى بلاطة                  |
|       | Questions and Their Retinue                                                               |                                       | هاتف جنابي                | خالد مطاوع                  |
|       | Improvisations on a Missing String                                                        | تقاسيم على وتر ضائع                   | نازك سابا يارد            | ستيوارت هانكوكس             |
|       | Quartet of Joy                                                                            | رباعية الفرح                          | محمد عفيفي مطر            | فريال غزول جون فيرلندن      |
|       | Dongala                                                                                   | دنقلة                                 | إدريس علي                 | بيتر ثيرو                   |
|       | The Square Moon: Supernatural Tales                                                       | القمر المربع                          | غادة السمان               | عيسى بلاطة                  |
|       | Little Songs in the Shade of Tamaara                                                      | ترانيم في ظل تمارا                    | محمد عفيفي                | ليزا ج. وايت                |
|       | Autumn Equinox                                                                            | اعتدال الخريف (نُشرت 1995)             | جبور الدويهي              | ناي حناوي                   |
|       | Scattered Crumbs                                                                          | الفتيت المبعثر (نُشرت 2000)            | محسن الرملي               | ياسمين حنوش                 |
|       | Consult Them in the Matter: a 19th Century Islamic Argument for Constitutional Government |                                       | أحمد بن أبي الضياف        | ليون كارل براون             |
| 2008  | Blood Test                                                                                | تحليل دم (نُشرت 2002)                  | عباس بيضون                | ماكس فايس                   |
| 2009  | The Pistachio Seller                                                                      | بائع الفستق (نُشرت 2007)               | ريم بسيوني                | عثمان نصيري                 |
| 2010  | The World Through the Eyes of Angels                                                      | الدنيا في أعين الملائكة (نُشرت 2006)   | محمود سعيد                | آلن سولتر وآخران            |
| 2011  | Tree of Pearls, Queen of Egypt                                                            | شجرة الدر                             | جرجي زيدان                | سماح سليم                   |
| 2012  | حُجبت                                                                                      |                                       |                           |                             |
| 2013  | Chronicles of Majnun Layla & Selected Poems                                               | مجنون ليلى (صدرت 1996)                | قاسم حداد                 | فريال غزول جون فيرلندن      |
| 2014  | All Faces but Mine: The Poetry of Samih Al-Qasim The Perception of Meaning                | مختارات من شعر سميح القاسم أرى المعنى | سميح القاسم هشام البستاني | عبد الواحد لؤلؤة ثريّا الريس |
| 2015  | Gilgamesh's Snake and Other Poems                                                         | ثعبان كلكامش وقصائد أخرى              | غريب إسكندر               | جون غلينداي غريب إسكندر     |